# Gaetano Ianni
Gaetano Ianni (* 1. Juli 1948 in Gela, Italien) baute ab Mitte der 1980er- bis Anfang der 1990er-Jahre in Gela auf Sizilien gemeinsam mit anderen eine „Zweigstelle“ der kriminellen Organisation Stidda auf, die sich einen erbitterten Bandenkrieg mit der dort eingesessenen Mafia-Organisation Cosa Nostra lieferte. Dieser Krieg soll rund 500 Tote gefordert haben.
In dieser Zeit führte er auch seine Söhne Simon und Marco in die Organisation ein.
Etwas verklärt wird die Entwicklung in der Biografie seiner damaligen Ehefrau Edith dargestellt, die er 1968 in Lüneburg ehelichte.
Ende 1992 wurde Gaetano Ianni verhaftet und entschloss sich, in das italienische Kronzeugenprogramm einzusteigen. Er konnte seine Söhne überzeugen, es ihm gleichzutun.
Die in dieser Zeit gemachten Aussagen hatten eine Reihe von Prozessen gegen weitere Führungskräfte der Stidda zur Folge.
Nach Beendigung des Kronzeugenprogramms kehrte er nach Lüneburg zurück und betreibt dort zwei italienische Restaurants.
Für die italienischen Behörden ist er augenscheinlich spurlos verschwunden.